# El anillo del nibelungo
El anillo del nibelungo (título original en alemán: Der Ring des Nibelungen) es un ciclo de cuatro óperas épicas (si bien el autor prefería el término dramas), compuestas por Richard Wagner y libremente basadas en figuras y elementos de la mitología germana, particularmente las sagas islandesas, así como del Cantar de los nibelungos medieval. Estas óperas son: El oro del Rin (Das Rheingold), La valquiria (Die Walküre), Sigfrido (Siegfried) y El ocaso de los dioses (Götterdämmerung); todas ellas forman parte del Canon de Bayreuth. La música y el libreto fueron escritos por Richard Wagner en un periodo de veintiséis años, entre 1848 y 1874.

## Contenido
El Anillo es un trabajo de extraordinaria escala que Wagner tardó más de un cuarto de siglo en escribir. Su cualidad más obvia, para alguien que la escuche por primera vez, es su extensa longitud: una representación entera del ciclo se extiende durante cuatro noches de ópera, con un tiempo total de quince horas, dependiendo de la velocidad que el director imprima a la ejecución de la partitura. La primera y más corta de las óperas es su prólogo, El oro del Rin, que generalmente dura dos horas y media, mientras que la más larga y última, El ocaso de los dioses, puede llegar a las cinco horas.
Como tetralogía, está modelada como los antiguos dramas griegos, que eran presentados como una trilogía de tres tragedias y una sátira. Como tal, el Anillo propiamente consiste en un prólogo, El oro del Rin, y tres jornadas, La valquiria, Sigfrido y El ocaso de los dioses.
La escala de esta historia es épica. Sigue las luchas entre dioses, héroes y varias criaturas mitológicas acerca del epónimo anillo mágico que otorga dominación sobre el mundo entero. El drama y la intriga continúan a través de tres generaciones de protagonistas, hasta el cataclismo final en El ocaso de los dioses.
La música del Anillo es profunda y ricamente texturada, creciendo en complejidad a medida que el ciclo se desenvuelve. La técnica del motivo temático musical, o leitmotiv, es utilizada de manera magistral por Wagner a lo largo de la tetralogía. Los motivos temáticos van sonando a medida que los principales personajes, emociones, lugares y otras circunstancias van apareciendo en la obra, y reaparecen evolucionando de muy diferente manera a lo largo de esta.
Wagner escribió el Anillo para una orquesta de muy grandes proporciones. Incluso promovió la construcción de un teatro ex profeso, el Bayreuther Festspielhaus, erigido en Bayreuth, para poder realizar el montaje del ciclo completo. El teatro cuenta con un escenario especial, concebido por Wagner para equilibrar el sonido de la orquesta con la voz de los cantantes, permitiéndoles cantar con un volumen natural. Como resultado, los cantantes no necesitan esforzarse tanto vocalmente durante las largas representaciones. La acústica del Festspielhaus está entre las mejores del mundo. En otros espacios, los cantantes a veces encuentran difícil lograr este equilibrio entre voz y orquesta.

### Historia
La trama se inicia con el oro del Rin, una masa aurífera que descansa en el fondo del río; después de robarla se forja con ella un anillo mágico que concede a su portador el poder de dominar el mundo, siempre y cuando asuma el precio de la maldición que lo obligará a renunciar al amor. El enano nibelungo Alberich será quien, al sentirse despechado por las hijas del Rin, unas ondinas que custodian el oro, decidirá asumir la maldición, robar el oro y forjar el anillo. Diversos seres míticos luchan después por la posesión del anillo, incluido Wotan (Odín), el líder de los dioses. El plan de Wotan para superar sus limitaciones, que se extiende por generaciones, es el motor de gran parte de la historia. Después, el héroe Sigfrido gana el anillo como pretendía Wotan, pero acaba siendo traicionado y asesinado. Finalmente, la valquiria Brunilda (amante de Sigfrido e hija desleal de Wotan) devuelve el anillo al Rin. Durante el proceso, los dioses son destruidos.
Para una sinopsis detallada de la trama, véanse los artículos de cada una de las óperas.

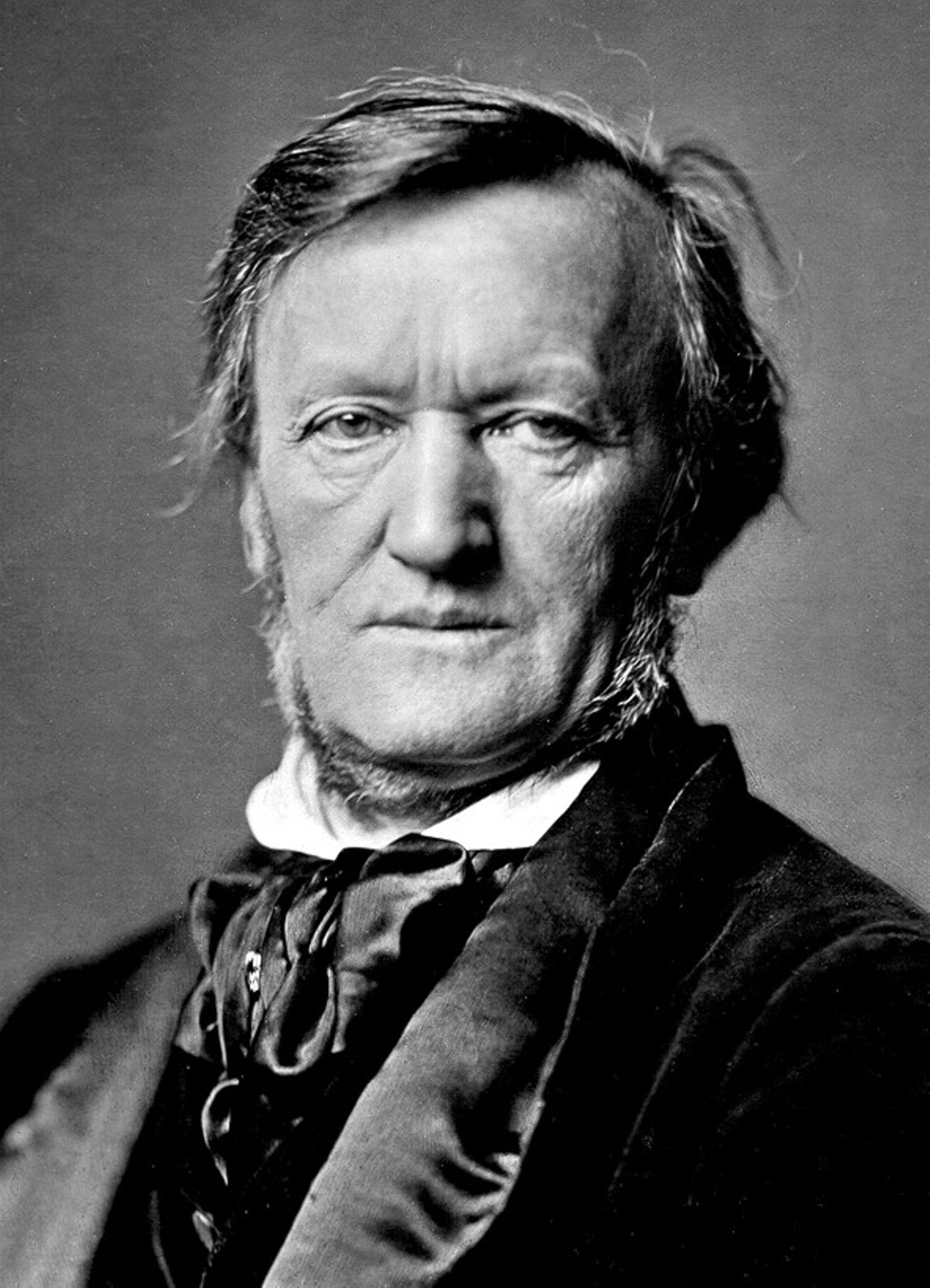
Richard Wagner.

Wagner creó la historia del Anillo fusionando elementos de diversos mitos y cuentos folclóricos germanos y escandinavos. Las Eddas de la antigua mitología nórdica proveyeron gran parte del material para El oro del Rin, que contiene además la misma trama del cuento El Gato con Botas, mientras que La valquiria se basó principalmente en la Saga Volsunga. Sigfrido presenta elementos de las Eddas, la Saga Volsunga, la Saga de Thidreks e incluso de los cuentos de los hermanos Grimm, Juan sin miedo y La bella durmiente. La ópera final, El ocaso de los dioses, se basa en el poema germano del siglo XII, Nibelungenlied (El cantar de los nibelungos), que supone haber sido la inspiración original para el Anillo y la razón del nombre de esta saga.
Para una investigación en detalle sobre las fuentes de Wagner para el Anillo y su trato de estas fuentes, es muy útil remitirse, entre otros trabajos, al trágicamente inconcluso ensayo sobre el Anillo, I Saw The World End (Vi el mundo acabarse), de Deryck Cooke, y Wagner Nights (Las noches de Wagner), de Ernest Newman. Es también útil una traducción de Stewart Spencer (Wagner’s Ring of The Nibelung: Companion, editado por Barry Millington) que, además de contener ensayos incluyendo uno sobre el material fuente, provee una traducción al inglés del texto completo que busca mantenerse fiel a la técnica usada por Wagner de canciones medievales llamada Stabreim (aliteración). (Véase también Métrica germánica).
Mezclando estas fuentes tan dispares en una historia coherente, Wagner introdujo varios elementos contemporáneos. Uno de los principales temas del Anillo es la lucha del amor, que se asocia también a la naturaleza y la libertad, en contra del poder asociado a la civilización y la ley. En la primera escena del Anillo, el desdeñado enano Alberich pone en marcha la trama al maldecir al amor, un acto que le permite obtener el poder de gobernar el mundo por medio de la fabricación de un anillo mágico. En la última escena de esta ópera, este poderoso anillo le es arrebatado y él lo maldice.

### Interpretaciones
Desde su inicio, el Anillo ha estado sujeto a un sinnúmero de interpretaciones. George Bernard Shaw, en The Perfect Wagnerite (El perfecto wagneriano), sostiene la visión de que el Anillo es una crítica socialista en esencia sobre la sociedad industrial y sus abusos. Robert Donington, en Wagner’s Ring and its Symbols (El anillo de Wagner y sus símbolos), interpreta la ópera en términos de la psicología analítica como un relato del desarrollo de arquetipos inconscientes de la psique conducidos a través de la individuación.

### Música
Wagner estaba insatisfecho con la estructura tradicional de la ópera como una serie de canciones o arias separadas, unidas por una trama. En sus óperas previas, buscó disfrazar los momentos entre canciones como puentes musicales. Para el Anillo, decidió adoptar un estilo incluyente de composición, donde cada acto de cada ópera se convertiría en una sola canción, sin interrupción alguna.
Como nuevo cimiento para sus óperas, Wagner adoptó el uso de lo que él llamó Grundthemen, o temas base, que se conocen desde entonces como motivos temáticos o más propiamente leitmotivs. Estos son melodías o fragmentos musicales recurrentes, ligados ocasionalmente en una misma tonalidad y a menudo en una orquestación distintiva, que denotan musicalmente una acción, objeto, emoción, personaje u otro tema mencionado en el texto y/o presentado en escena.
Aunque compositores anteriores ya habían hecho uso de leitmotivs, el Anillo ocupa un lugar especial por su presencia extensiva e integral, convirtiéndose en la expresión perfecta de la personalidad de los sujetos a los que representan (sean concretos, como una espada; personales, como Erda; o conceptos abstractos, como muerte y amor); y por la ingeniosidad de sus combinaciones y desarrollo.
Todo motivo importante va acompañado por un leitmotiv musical, y hay segmentos musicales más o menos extensos que están construidos exclusivamente con ellos. Hay docenas de leitmotivs repartidos en el Anillo. Frecuentemente ocurren como referencias musicales a la presentación del sujeto en escena, o a una referencia dentro del texto. Muchos de ellos aparecen en más de una de las óperas del ciclo, algunos incluso en las cuatro. Cada uno de los varios aspectos de varios sujetos es representado por un leitmotiv propio. A veces, como sucede con el personaje del pájaro del bosque, varios leitmotivs son asociados con un solo personaje.
A medida que se desarrolla el ciclo, y especialmente a partir del tercer acto de Sigfrido, estos leitmotivs se presentan en combinaciones de creciente sofisticación. Es particularmente notorio cuando, como sucede a menudo, son usados como comentario —frecuentemente irónico— de una acción o una referencia textual; o incluso cuando aparecen de manera simultánea, dialogando unos con otros. Particularmente, el «sistema» de leitmotivs consiste en relaciones cercanas entre ellos, sugiriendo relaciones equivalentes entre sus sujetos. Un ejemplo desconcertante es la similitud de las líneas melódicas de los leitmotivs de «La maldición» y del tema «Sigfrido el héroe». También, de manera importante, Wagner usó la técnica de «metamorfosis temática» desarrollada por su suegro, Franz Liszt, para crear un desarrollo dinámico de muchos leitmotivs, haciéndolos transformarse en otros muy diferentes, con vida propia. Un ejemplo claro de esto ocurre en la transición entre la primera y la segunda escena de El oro del Rin, cuando el tema musical asociado con el «Anillo del poder» se transforma en el tema del Valhalla, la fortaleza de Wotan y el lugar desde el cual él, como soberano entre los dioses, puede imponer su poder sobre el mundo. El paralelismo entre los sujetos es obvio y sobra recalcarlo; lo que vale la pena mencionar es que este paralelismo se da musicalmente, justo con la asociación melódica del leitmotiv del Anillo con el del Valhalla. No hay palabras cantadas durante esta transición: el peso narrativo en este momento recae enteramente en la orquesta. El resultado principal del uso de estas técnicas es la construcción de una compleja red de asociaciones músico-conceptuales que aún hoy siguen siendo materia de discusión y análisis.
Al respecto, es muy ilustrativo escuchar Introducción a «El anillo del nibelungo», una compilación muy interesante de citas y ejemplos musicales que sobre los leitmotivs de esta obra realizó el musicólogo inglés Deryck Cooke. Las citas musicales provienen de una de las interpretaciones de referencia del Anillo, la dirigida por Sir Georg Solti con la Filarmónica de Viena. Solti dirigió además fragmentos especiales a partir de las indicaciones de Cooke, que permiten un mejor entendimiento de las particularidades de las distintas citas musicales.
Los avances en orquestación y tonalidad que Wagner hizo en esta obra son de importancia crucial en la historia de la música occidental. Wagner tuvo quizás el mejor sentido del sonido orquestal de todos los compositores románticos; la gigantesca orquesta del Anillo le daba una amplia paleta de 17 familias de instrumentos (incluyendo la tuba wagneriana, un instrumento que él inventó para llenar el vacío entre el corno francés y el trombón, y variaciones de instrumentos existentes, hechos exprofeso para estas óperas, como la trompeta baja y el trombón contrabajo, que usa un doble tubo deslizador), que podían usarse por separado o en cualquier número de combinaciones para dar un infinito rango de expresión al gran abanico de emociones y eventos de la historia. Por esta misma razón, Wagner debilitó el esquema tonal tradicional al punto de que la mayoría del Anillo, especialmente a partir del tercer acto de Sigfrido, no puede clasificarse como en alguna «clave» determinada, sino más bien en «áreas tonales», cada una de ellas fluyendo suavemente en la siguiente. Esta ductilidad, que evitaba la necesidad musical de incluir en la partitura «puntos y aparte», es decir, silencios para ajustar tonalidades, fue un componente integral que permitió a Wagner la construcción de las enormes estructuras musicales: El oro del Rin son dos horas y media de música continua, sin un solo segundo de silencio.
La indeterminación tonal se ve además aumentada por la vasta libertad con la que Wagner usó las disonancias. Acordes simples (mayores o menores, es decir, consonantes) son raros en el Anillo, y tanto esta obra como su Tristán e Isolda son reconocidos mundialmente como hitos en el camino hacia la ruptura revolucionaria de Arnold Schoenberg con los conceptos tradicionales de tonalidad y clave, y la negación de la consonancia como principio organizador en la música.

## Historia del ciclo delAnillo

### Composición
En el verano de 1848, Wagner escribió El mito nibelungo como un esbozo dramático, combinando las fuentes medievales ya citadas en una sola línea narrativa, similar a la trama del ciclo del Anillo, pero con algunas diferencias importantes. Más tarde ese año, comenzó a escribir un libreto llamado La muerte de Sigfrido (Siegfrieds Tod). Es posible que este trabajo haya surgido a raíz de una serie de artículos en la Neue Zeitschrift für Musik (Nueva gaceta musical), invitando a compositores a escribir una «ópera nacional» basada en el Cantar de los nibelungos, un poema germano del siglo XII que, desde su redescubrimiento en 1755, había sido elevado por los románticos alemanes como la «Saga Nacional Alemana». La muerte de Sigfrido trataba, como indica su título, de la muerte de Sigfrido, el héroe central del Cantar de los Nibelungos.
Hacia 1850, Wagner había completado un esbozo musical (que posteriormente abandonó) para La muerte de Sigfrido. Ahora, sintió que necesitaba una ópera previa, El joven Sigfrido (posteriormente rebautizada Sigfrido), para poder explicar los sucesos en La muerte de Sigfrido. El manuscrito en verso de El joven Sigfrido se completó en mayo de 1851. Para octubre de ese año, Wagner tomó la monumental decisión de expandir el ciclo a cuatro óperas, para ser representadas en cuatro noches consecutivas: El oro del Rin, La valquiria, El joven Sigfrido y La muerte de Sigfrido.
El texto de las cuatro óperas se terminó en diciembre de 1852 y fue publicado privadamente en febrero de 1853. En noviembre, Wagner comenzó la primera versión de la partitura para El oro del Rin. A diferencia de los libretos, que fueron escritos en orden inverso, Wagner compuso la música en el orden en que debían representarse las óperas. El trabajo de composición continuó hasta 1857, cuando Wagner terminó el acto II de Sigfrido. Luego, Wagner interrumpió el trabajo en este ciclo por doce años, durante los que escribió Tristán e Isolda y Los maestros cantores de Núremberg.
Para 1869, Wagner estaba viviendo en Tribschen, a orillas del lago de los Cuatro Cantones, becado por el rey Luis II de Baviera. Aquí decidió regresar a Sigfrido y, notablemente, pudo continuar justo donde había dejado la composición doce años antes. En octubre de este año, terminó la composición de El ocaso de los dioses (nuevo nombre para La muerte de Sigfrido: Wagner rebautizó la cuarta ópera para estar más a tono con la visión pesimista del final, en el que los dioses son destruidos; en la versión original, lograban redimirse). Este cambio, junto con la decisión de mostrar en escena los eventos de La valquiria y El oro del Rin, que hasta ese momento solo aparecían como narración en las dos óperas, tuvieron como consecuencia algunas discrepancias irreconciliables, pero que no disminuyen el valor del ciclo del Anillo como un todo.

## Representaciones

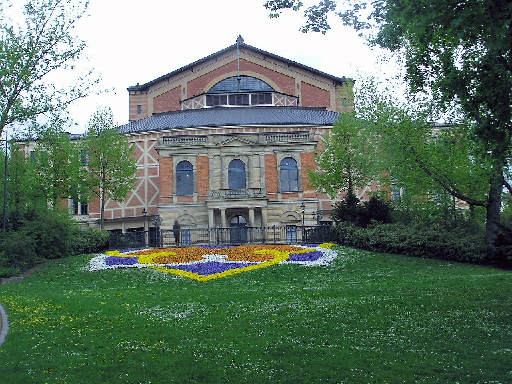
El Festspielhaus de Bayreuth, construido especialmente para la representación de las óperas del ciclo del Anillo.

### Primeras representaciones
A insistencia del rey Luis II, y por encima de las objeciones de Wagner, se presentaron funciones especiales de El oro del Rin y La valquiria en el Hoftheater de Múnich, separándolas del ciclo y entre sí. El oro del Rin se estrenó el 22 de septiembre de 1869; La valquiria el 26 de junio de 1870. Estas óperas fueron estrenadas nuevamente como parte integral del anillo en el primer Festival de Bayreuth el 13 y 14 de agosto de 1876.
Wagner había deseado por mucho tiempo una ópera especial, diseñada por él mismo, para la representación del Anillo. Dado a sus visiones políticas y a la oposición de la clase política alrededor de su beneficiario, Luis II, su elección de hacer de Múnich el sitio de su nuevo teatro se volvió imposible. En 1871 eligió un lugar en el pueblo bávaro de Bayreuth. En 1872 se mudó a Bayreuth, y se colocó la primera piedra. Wagner pasaría los dos años siguientes tratando de conseguir el capital necesario para completar el proyecto, pero con muy poco éxito, hasta que en 1874 Luis II finalmente rescató el proyecto donando los fondos necesarios. El Festspielhaus de Bayreuth se inauguró en 1876 con la primera representación completa del Anillo, que duró del 13 al 17 de agosto (Sigfrido fue estrenada el 16 de agosto y El ocaso de los dioses el 17 de agosto).
Como anécdota curiosa, cabe citar que Franz Liszt y Chaikovski asistieron a esta primera representación del Anillo, donde se conocieron.

### Representaciones recientes
La mayoría de los años, el ciclo completo es representado en el Festival de Bayreuth: la primera puesta en escena de una nueva producción se convierte en un evento social concurrido por muchas personas importantes y populares, como políticos, actores, músicos y deportistas. Las entradas para la representación son difíciles de conseguir y muchas veces son reservadas con años de anticipación.
El anillo de los nibelungos tiene una duración total de catorce horas, representándose habitualmente en cuatro días. Pero existe una versión reducida para representar en un solo día: Der Ring an 1 Abend (Der Ring an einem Abend, El anillo en una noche), ideada por el famoso comediante alemán Vicco von Bülow, más conocido como Loriot, en 1992. Narra la historia resumida, con textos intermedios del propio Loriot. Dura alrededor de tres horas y media, con un descanso.

## Grabaciones del ciclo completo
El ciclo completo ha sido representado en muy diversas ocasiones, pero relativamente pocas grabaciones han sido plenamente comercializadas, probablemente debido a cuestiones financieras. Las cuatro óperas tienen una duración conjunta de unas catorce horas, lo que resulta en que su grabación, producción y edición requiere un gran esfuerzo técnico y económico, dando lugar a un gran número de discos, cintas magnetofónicas, discos compactos o DVD, lo que complica su comercialización y escucha. Por esta razón, muchas de las grabaciones de la integral no son oficiales (la mayoría de las cuales han sido realizadas a partir de retransmisiones radiofónicas de producciones del Festival de Bayreuth).
Grabaciones de excepcional calidad de El anillo del nibelungo son, según La discoteca ideal de música clásica las siguientes grabaciones en vivo en el Festival de Bayreuth:
- La dirigida por Clemens Krauss en 1953, con la orquesta del Festival de Bayreuth, con Hans Hotter (Wotan), Hermann Uhde (Donner), Gustav Neidlinger (Alberich), Paul Kuen (Mime), Ludwig Weber (Fasolt), Josef Greindl (Fafner), Ramón Vinay (Siegmund), Regina Resnik (Sieglinde), Astrid Varnay (Brünhilde) y Wolfgang Windgassen (Siegfried). CD: Rodolphe RPC 32503.5 (Double Durée) (ciclo).
- La dirigida por Hans Knappertsbusch en 1958, también con la orquesta del Festival de Bayreuth, con Hans Hotter (Wotan), Gerhard Stolze (Mime), Frans Andersson (Alberich), Theo Adam (Falsolt), Josef Greindl (Fafner), Jon Vickers (Siegmund), Leonie Rysanek (Sieglinde), Astrid Varnay (Brünhilde) y Wolfgang Windgassen (Siegfried). CD: Hunt 2 CDLSMH 34041.

Las grabaciones en directo, especialmente las monoaurales, tienen un sonido muy desigual, pero frecuentemente transmiten toda la emoción de la representación mejor que las grabaciones en estudio.
Otras de las más conocidas y apreciadas grabaciones del ciclo completo del Anillo, por orden cronológico, son las siguientes:
- Wilhelm Furtwängler dirigiendo la orquesta del Teatro de La Scala, 1950. Grabación en directo. Monoaural. Music & Arts.
- Joseph Keilberth dirigiendo la orquesta del Festival de Bayreuth, 1952. Grabación en directo. Monoaural. Varios sellos.
- Wilhelm Furtwängler dirigiendo la Orquesta Sinfónica y Coro de la Radio Italiana (RAI), 1953. Grabación en directo. Monoaural. EMI.
- Joseph Keilberth dirigiendo la orquesta del Festival de Bayreuth, 1955. Grabación en directo. Estereofónico. Testament.
- Hans Knappertsbusch dirigiendo la orquesta del Festival de Bayreuth, 1956. Grabación en directo. Monoaural. Varios sellos.
- Hans Knappertsbusch dirigiendo la orquesta del Festival de Bayreuth, 1957. Grabación en directo. Monoaural. Varios sellos.
- Georg Solti dirigiendo la Filarmónica de Viena, 1958-1965. Grabación en estudio. Estereofónico. Decca/Polygram records.
- Rudolf Kempe dirigiendo la orquestal del Festival de Bayreuth, 1960. Grabación en directo. Estereofónico. Varios sellos.
- Herbert von Karajan dirigiendo la Filarmónica de Berlín, 1966-1970. Grabación en estudio. Estereofónico. Deutsche Grammophon/Polygram.
- Karl Böhm dirigiendo la orquesta del Festival de Bayreuth, 1966-1967. Grabación en directo. Estereofónico. Philips.
- Hans Swarowsky dirigiendo la Großes Symphonieorchester, 1968. Grabación en estudio. Estereofónico (remasterizado en 1995). Weltbild Verlag.
- Reginald Goodall dirigiendo la English National Opera Orchestra, 1975. Grabación en directo. Estereofónico. Cantada en inglés, a partir de la traducción de Andrew Porter. Chandos.
- Pierre Boulez dirigiendo la orquesta del Festival de Bayreuth, 1979-1980. Grabación en directo. Estereofónico. Philips.
- Marek Janowski dirigiendo la Staatskapelle Dresden, 1980-1983. Grabación en estudio. Estereofónico. RCA.
- Wolfgang Sawallisch dirigiendo la Bayerische Staatsoper, 1989. Grabación en directo. Estereofónico. EMI Classics.
- James Levine dirigiendo la Metropolitan Opera Orchestra, 1987-89. Grabación en estudio. Estereofónico. Deutsche Grammophon.
- Daniel Barenboim dirigiendo la orquesta del Festival de Bayreuth, 1991. Grabación en directo. Estereofónico. Teldec.
- Christian Thielemann dirigiendo la Orquesta del Festival de Bayreuth, 2008. Grabación en directo. Estereofónico. Opus Arte.
- Christian Thielemann dirigiendo la Ópera Estatal de Viena, 2013. Grabación en directo. Estereofónico. Deutsche Grammophon.

La grabación de Solti fue la primera grabación estereofónica del ciclo completo realizada en estudio y publicada, y tiene una gran popularidad. Es la opción más habitualmente recomendada para compradores de una primera versión del Anillo. En una votación promovida por el programa CD Review de la BBC esta grabación fue elegida por la audiencia como la más importante grabación del siglo XX. No obstante, la primera grabación estereofónica fue la tomada en directo por los ingenieros de la discográfica Decca durante el Festival de Bayreuth de 1955, bajo la dirección de Joseph Keilberth. Esta grabación no estuvo disponible comercialmente durante cincuenta años, hasta que la lanzó Testament tanto en CD como en vinilo, con gran reconocimiento de la crítica.
En la grabación de Furtwängler se puede apreciar a Kirsten Flagstad, la máxima soprano wagneriana del siglo ya en su ocaso. Las grabaciones tomadas en vivo en el Festival de Bayreuth en los cincuenta y sesenta cuentan con los mejores elencos, encabezados por el monolítico Wotan de Hans Hotter, Ramón Vinay o Jon Vickers como Siegmund, Leonie Rysanek como Sieglinde, las intensas Brunildas de Astrid Varnay o Birgit Nilsson y el juvenil, noble y fresco Siegfried de Wolfgang Windgassen. En los sesenta, a estos cantantes se unieron la Brunilda de Birgit Nilsson, el Siegmund de James King, la Siglinde de Régine Crespin y Theo Adam y Thomas Stewart como Wotan.
El Anillo en DVD
- Pierre Boulez, dirigiendo a la orquesta del Festival de Bayreuth, producción de Patrice Chéreau con Gwyneth Jones, Jeaninne Altmeyer, Hanna Schwarz, Manfred Jung, Peter Hofmann, Donald McIntyre, Heinz Zednik, Helmut Pampuch, Herman Becht, Fritz Hübner, Siegfried Jerusalem, Carmen Reppel, Ortrun Wenkel, Matti Salminen. Festival de Bayreuth, 1980-1981. Phillips.
- James Levine, dirigiendo a la Metropolitan Opera Orchestra, producción de Otto Schenk con Hildegard Behrens, Jessye Norman, Christa Ludwig, Siegfried Jerusalem, Gary Lakes, James Morris, Ekkehard Wlaschiha, Heinz Zednik, Kurt Moll, Matti Salminen. Metropolitan Opera, Nueva York, 1990. Deutsche Grammophon.
- Daniel Barenboim, dirigiendo a la orquesta del Festival de Bayreuth, producción de Harry Kupfer con Anne Evans, Nadine Secunde, Linda Finnie, Waltraud Meier, Siegfried Jerusalem, John Tomlinson, Günter von Kannen, Graham Clark, Helmut Pampuch, Matthias Hölle, Philip Kang, Festival de Bayreuth, 1991-1992. Warner Classics.
- Lothar Zagrosek, dirigiendo la Orquesta de la Ópera del Estado de Stuttgart con Luana de Vol, Lisa Gasteen, Renate Behle, Angela Denoke, Eva Maria Westbroek, Tichina Vaughn, Jon Fredric West, Albert Bonnema, Robert Gambill, Jan Hendrik Rootering, Wolfgang Schöne, Wolfgang Probst, Attila Jun, Roland Bracht. Stuttgart, 2002. TDK.
- Harmut Haenchen, dirigiendo la Ópera de Holanda, con Jeannine Altmeyer, Nadine Secunde, Reinhild Runkel, Heinz Kruse, John Keyses, John Bröcheler, Chris Merritt, Graham Clark, Albert Bonnema, Anne Gjevang, Kurt Rydl. Ámsterdam, 2004. Opus Arte.
- Bertrand de Billy, dirigiendo a la Orquesta del Gran Teatro del Liceo, producción de Harry Kupfer con Deborah Polaski, Linda Watson, Lioba Braun, John Treleaven, Richard Berkeley-Steele, Falk Struckmann, Graham Clark, Gunther von Kannen, Eric Halfvarson, 2006. Opus Arte.
- Michael Schonwandt, dirigiendo la Orquesta de la Opera Real Danesa, producción de Kasper Bech Holten con Irene Theorin, Gitta-Maria Sjöberg, Randi Stene, Stig Andersen, James Johnson, Johan Reuter, Stephen Milling, Sten Byriel, Peter Klaveness. Ópera de Copenhague, 2006. Decca.
- Zubin Mehta, dirigiendo la Orquesta de la Comunidad Valenciana, producción de Carlus Padrissa de la Fura dels Baus, 2007–2009. C Major.
- James Levine y Fabio Luisi, dirigiendo a la Ópera Metropolitana de Nueva York, producción de Robert Lepage con Jonas Kaufmann, Bryn Terfel, Waltraud Meier, Deborah Voigt, Eva Maria Westbroek. Nueva York, 2012. Deutsche Grammophon.

El oro del Rin
- Herbert von Karajan, dirigiendo la Filarmónica de Berlín con Thomas Stewart, Brigitte Fassbaender, Peter Schreier, Zoltan Kelemen, Gerhard Stolze, Karl Ridderbusch, Hermin Esser, Jeannine Altmeyer, Edda Moser, Birgit Finnilä, Eva Randova. DG Unitel Film, 1980.

La Valkiria
- Simon Rattle, dirigiendo la Filarmónica de Berlín, producción de Stephane Braunschweig con Eva Johansson, Eva Maria Westbroek, Lilli Paasikivi, Robert Gambill, Willard White, Mikhail Petrenko. Aix-en-Provence, 2007, Bel Air.
- Christian Thielemann, dirigiendo a la Orquesta del Festival de Bayreuth en la producción de Tankred Dorst, con Johan Botha, Edith Haller, Kwangchul Youn, Linda Watson, Albert Dohmen y Mihoko Fujimura. Bayreuth, 2010. Opus Arte.

El ocaso de los dioses
- James Levine dirigiendo la Orquesta del Festival de Bayreuth en la producción de Alfred Kirchner con Deborah Polaski, Anne Schwanewilms, Hanna Schwarz, Wolfgang Schmidt, Falk Struckmann, Eric Halfvarson, Ekkerhard Wlaschiha. Bayreuth, 1997. DG.

## Adaptaciones
El anillo del nibelungo, a causa de su duración y seriedad, se presta muy bien para la parodia. Una parodia muy conocida ¿Qué es ópera, Doc? de Looney Tunes, en la que Bugs Bunny hace el rol de Brunilda y Elmer hace el rol de Sigfrido. 
Otra parodia destacable es "Muerte y despedida del dios Brotan" del Recital 73 del grupo argentino Les Luthiers, obra basada el "El oro del Rhin", donde el enano Alberico pasa a ser "Basilius von Koch" y Freia, diosa del amor, pasa a ser "Gretchen, diosa de la virginidad".  
The Ring of the Nibelungs (An Analysis), de Anna Russell, no es realmente una parodia, desde el momento en que se pega muy cerca a la historia de Wagner e introduce muchos de los leitmotif. Sin embargo, Russell llama la atención sobre algunos de los elementos más llamativos en la trama, para el deleite de su audiencia. Los wagnerianos con sentido del humor disfrutan su tratamiento, y también puede servir como una intrigante entrada al mundo de los Anillos para aquellos sin ningún conocimiento de él.
El Anillo ha sido adaptado al cómic por el artista P. Craig Russell, conocido por sus adaptaciones de óperas al cómic. Russel adapta el ciclo con una gran sofisticación, creando (por ejemplo) paralelos visuales a los leitmotif de Richard Wagner con imágenes repetidas. También recibió una adaptación en formato de historieta escrito para DC Comics por el escritor de cómics Roy Thomas e ilustrado por Gil Kane, cómic que recibió bastante aceptación del público en su época de publicación, entre 1989 y 1990.
Se dice que esta ópera inspiró asimismo al autor de El Señor de los Anillos, J. R. R. Tolkien. Sin embargo, el mismo Tolkien lo negó; el parecido entre las dos obras emana de que ambos autores se fundaron en las mismas fuentes mitológicas.